# Quem matou Sara?
¿Quién Mató a Sara? (em português Quem matou Sara?) é uma série de televisão mexicana de drama e suspense produzida por Perro Azul para a Netflix. Criada por José Ignacio Valenzuela, dirigida por David Ruiz e Bernardo da Rosa, e produzida por Alexis Fridman, Juan Uruchurtu e José Ignacio Valenzuela. É protagonizada por Manolo Cardona, Carolina Miranda, Ginés García Millán, Claudia Ramírez, Eugenio Siller e Alejandro Nones. A série teve seu primeiro trailer lançado em 19 de fevereiro e estreou em 24 de março de 2021. Em 26 de março de 2021, a Netflix confirmou que a série foi renovada para uma segunda temporada, a qual estreou em 19 de maio de 2021. Em 18 de maio de 2022, a terceira e última temporada da série foi disponibilizada no streaming.
A primeira temporada da série tornou-se a maior estreia de uma série de língua não inglesa na Netflix nos Estados Unidos.

## Sinopse

### Temporada 1 (2021)
Depois de passar 18 anos na prisão por um crime que não cometeu, Álex (Manolo Cardona e Leio Deluglio) busca vingança contra os membros da família Lazcano, que o incriminou pelo assassinato de sua irmã, Sara (Ximena Lamadrid).

### Temporada 2 (2021)
Para concretizar sua vingança contra os Lazcano, Álex terá que explorar a obscura psique de sua irmã e aceitar o fato de que nunca conheceu a verdadeira Sara.

### Temporada 3 (2022)
Álex continua sua busca pelo verdadeiro assassino de Sara, quando descobre que existe a possibilidade de sua irmã nunca ter morrido. A cada nova descoberta, Álex descobre novas pistas que ligam outras pessoas ao passado e ao desaparecimento de Sara.

## Elenco
- Manolo Cardona como Alejandro Álex Guzmán Zaldivar
  - Leio Deluglio como Álex (jovem)
- Carolina Miranda como Elisa Lazcano
- Ginés García Millán como César Lazcano
- Claudia Ramírez como Mariana Toledo de Lazcano
- Alejandro Nones como Rodolfo Lazcano
  - Andrés Baida como Rodolfo (jovem)
- Eugenio Siller como José María "Chema" Lazcano
  - Pólo Morín como José María de jovem
- Ximena Lamadird como Sara Guzmán Zaldivar
  - Ximena Lamadrid como Lucía Lazcano Guzmán (temporada 3)
- Ana Lucía Domínguez como Sofía de Lazcano (temporadas 1–2)
- Luis Roberto Guzmán como Lorenzo Rossi (temporadas 1–2)
- Fátima Molina como Clara Fernández Galvéz (temporadas 1–2)
- Héctor Jiménez como Elroy Silva (temporadas 1–2)
  - Marco Zapata como Elroy (jovem)
- Marco Treviño como o pai de Flor Sánchez (temporada 1)
- Litzy como Marifer Fernández Gálvez
  - Ela Velden como Marifer (jovem)
- Matías Novoa como Nicandro Gómez de la Cortina (temporadas 2–3)
  - Martín Saracho como Nicandro (jovem)
- Mar Carrera como Lucía Zaldivar de Guzmán
- Claudette Maillé como Oficial (temporadas 2–3)
- Jean Reno como Reinaldo Gómez de la Cortina (temporada 3)
- Rebecca Jones como Frida de la Cortina de Gómez (temporada 3)
- Gabriela de la Garza como Daniela Gómez de la Cortina (temporada 3)
- Maite Perroni como Alma Solares (de Desejo Sombrio, temporada 3)

## Episódios

### Temporada 1 (2021)
| Nº na série | Nº na temporada | Título                             | Dirigido por | Escrito por                                  | Data de lançamento  |
| 1           | 1               | Não foi um erro                    | David Ruiz   | José Ignacio Valenzuela e Rosario Valenzuela | 24 de março de 2021 |
| 2           | 2               | Pessoas ruins                      | David Ruiz   | José Ignacio Valenzuela e Rosario Valenzuela | 24 de março de 2021 |
| 3           | 3               | Beijos, Sara                       | David Ruiz   | José Ignacio Valenzuela e Rosario Valenzuela | 24 de março de 2021 |
| 4           | 4               | O monstro da família               | David Ruiz   | José Ignacio Valenzuela e Rosario Valenzuela | 24 de março de 2021 |
| 5           | 5               | Seguro de vida                     | David Ruiz   | José Ignacio Valenzuela e Rosario Valenzuela | 24 de março de 2021 |
| 6           | 6               | Caça                               | David Ruiz   | José Ignacio Valenzuela e Rosario Valenzuela | 24 de março de 2021 |
| 7           | 7               | Medo e culpa                       | David Ruiz   | José Ignacio Valenzuela e Rosario Valenzuela | 24 de março de 2021 |
| 8           | 8               | Onde os sonhos se tornam realidade | David Ruiz   | José Ignacio Valenzuela e Rosario Valenzuela | 24 de março de 2021 |
| 9           | 9               | Ver o circo pegar fogo             | David Ruiz   | José Ignacio Valenzuela e Rosario Valenzuela | 24 de março de 2021 |
| 10          | 10              | Duas sepulturas                    | David Ruiz   | José Ignacio Valenzuela e Rosario Valenzuela | 24 de março de 2021 |
| ----------- | --------------- | ---------------------------------- | ------------ | -------------------------------------------- | ------------------- |

### Temporada 2 (2021)
| Nº na série | Nº na temporada | Título                | Dirigido por | Escrito por                                  | Data de lançamento |
| 11          | 1               | As duas faces de Sara | -            | José Ignacio Valenzuela e Rosario Valenzuela | 19 de maio de 2021 |
| 12          | 2               | Mãos sujas de sangue  | -            | José Ignacio Valenzuela e Rosario Valenzuela | 19 de maio de 2021 |
| 13          | 3               | Colapso               | -            | José Ignacio Valenzuela e Rosario Valenzuela | 19 de maio de 2021 |
| 14          | 4               | A culpa é toda sua    | -            | José Ignacio Valenzuela e Rosario Valenzuela | 19 de maio de 2021 |
| 15          | 5               | Os mortos falam       | -            | José Ignacio Valenzuela e Rosario Valenzuela | 19 de maio de 2021 |
| 16          | 6               | Tudo é pessoal        | -            | José Ignacio Valenzuela e Rosario Valenzuela | 19 de maio de 2021 |
| 17          | 7               | Nunca fomos amigos    | -            | José Ignacio Valenzuela e Rosario Valenzuela | 19 de maio de 2021 |
| 18          | 8               | Eu matei Sara         | -            | José Ignacio Valenzuela e Rosario Valenzuela | 19 de maio de 2021 |
| ----------- | --------------- | --------------------- | ------------ | -------------------------------------------- | ------------------ |